# Comté de Spartanburg
Le comté de Spartanburg est l’un des 46 comtés de l’État de Caroline du Sud, aux États-Unis. Il a été fondé en 1785. Son siège est la ville de Spartanburg. Selon le recensement de 2010, la population du comté est de 284 307 habitants.

## Géographie
Le comté a une superficie de 2 122 km², dont 2 100 km² de terre ferme. 

## Démographie
| 1790  | 1800   | 1810   | 1820   | 1830   | 1840   |
| ----- | ------ | ------ | ------ | ------ | ------ |
| 8 800 | 12 122 | 14 259 | 16 989 | 21 150 | 23 669 |

| 1850   | 1860   | 1870   | 1880   | 1890   | 1900   |
| ------ | ------ | ------ | ------ | ------ | ------ |
| 26 400 | 26 919 | 25 784 | 40 409 | 55 385 | 65 560 |

| 1910   | 1920   | 1930    | 1940    | 1950    | 1960    |
| ------ | ------ | ------- | ------- | ------- | ------- |
| 83 465 | 94 265 | 116 323 | 127 733 | 150 349 | 156 830 |

| 1970    | 1980    | 1990    | 2000    | 2010    | - |
| ------- | ------- | ------- | ------- | ------- | - |
| 173 724 | 201 861 | 226 800 | 253 791 | 284 307 | - |